# Podłopatki
Podłopatki (ros. Подлопатки) – wieś w Rosji, w Buriacji, w rejonie muchorszybirskim. W 2010 liczyła 1006 mieszkańców.